# 원수이루역
원수이루역(중국어: 汶水路站)은 중국 상하이시 징안구 다닝루 가도의 궁허신로와 원수이로의 교차로에 위치한 상하이 지하철 1호선의 지하철역이다.

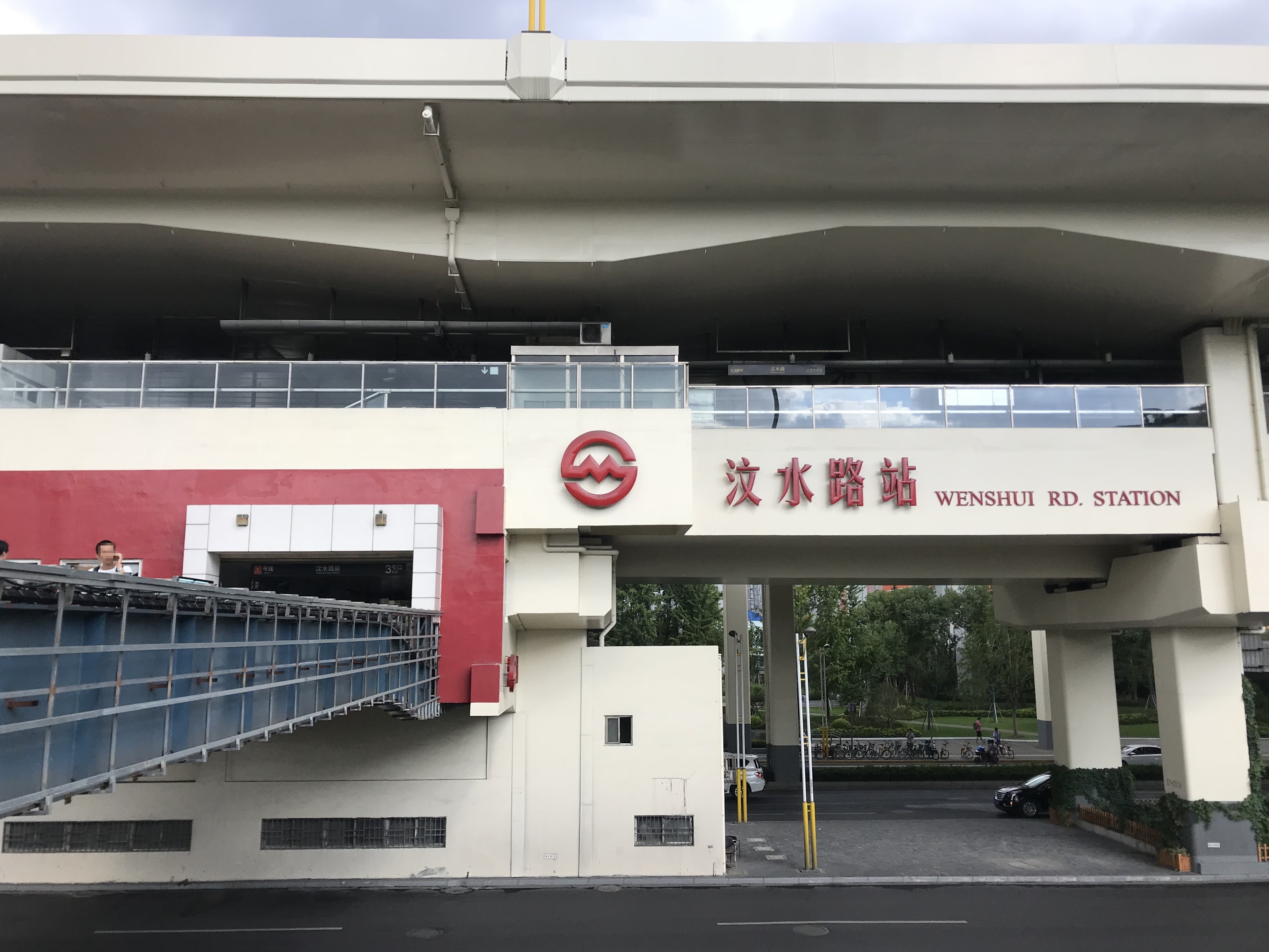
汶水路站站房（2018年9月）

## 역 구조

### 층별 구조
원수이루역은 3층역으로 1층은 궁허신로와 같은 높이에 4개의 출구가 있으며 2층은 지하철 티켓 판매, 교통 카드 충전 및 보안 검색과 같은 서비스를 제공하는 대합실이다. 3층은 승강장으로 두 개의 상대식 승강장이 있다. 승강장 위에는 남북 고가가 있다. 아래는 원수이루의 층별 분포도이다.
| 3층 | 상대식 승강장, 오른쪽 출입문이 열림 | 상대식 승강장, 오른쪽 출입문이 열림        |
| 3층 | ←                                   | ■1호선 푸진루 방면 (펑푸신춘)              |
| 3층 | →                                   | ■1호선 신좡 방면 (상하이마시청)            |
| 3층 | 상대식 승강장, 오른쪽 출입문이 열림 |                                            |
| 2층 | 대합실                              | 고객 센터, 자동 매표기, 수동 서비스 카운터 |
| 1층 | 출구                                | 1-4번 출구                                 |

### 대합실
원수이루역 대합실에는 두 개의 상호연결되지 않은 구역을 두고 있다. 북쪽 출구 영역은 1, 4번 출구와 연결되어 있으며, 각각 2개의 계단과 에스컬레이터와 2개의 엘리베이터가 1호선 승강장 양방향으로 연결되어 있지만, 대합실의 엘리베이터는 예약이 필요하다. 남쪽 출구 영역은 2, 3번 출구와 연결되어 있으며 2개의 에스컬레이터는 각각 1호선의 두 승강장으로 연결된다.

### 승깅장
원수이루역 승강장은 고가 3층 상대식 승강장이다. 두 승강장에는 계단과 에스컬레이터, 승강기가 설치돼 있으며, 승강장 모두 대기 승객들이 휴식을 취할 수 있는 공간이 있다.

## 출구
|                         |                                               |  |  |
| 출구 번호               | 출구 위치                                     |  |  |
| 1번 출구                | 궁허신로(共和新路)동측, 원수이로(汶水路) 북측 |  |  |
| 2번 출구                | 궁허신로(共和新路)동측, 원수이로(汶水路) 남측 |  |  |
| 3번 출구                | 궁허신로(共和新路)서측, 원수이로(汶水路) 남측 |  |  |
| 4번 출구                | 궁허신로(共和新路)서측, 원수이로(汶水路) 북측 |  |  |
| 아이콘 설명: 엘리베이터 |                                               |  |  |

## 연결교통

### 버스
46, 95, 98, 114, 206, 222, 232, 234, 253, 312, 322, 528, 722, 741, 758, 762, 849, 916, 951